# From Afar
From Afar è il quarto album in studio del gruppo viking/folk metal finlandese degli Ensiferum.
La data di pubblicazione è fissata al 9 settembre 2009 tramite Spinefarm Records. I produttori dell'album sono Tero Kinnunen (produttore di Nightwish e Amorphis) e Janne Joutsenniemi (già produttore di Victory Songs). Il missaggio è stato effettuato da Hiili Hiilesmaa (produttore di HIM, Amorphis, Sentenced). L'edizione limitata del disco include una cover del gruppo folk rock svedese dei Nordman.

## Tracce
1. By the Dividing Stream – 3:50
2. From Afar – 4:52
3. Twilight Tavern – 5:39
4. Heathen Throne – 11:09
5. Elusive Reaches – 3:26
6. Stone Cold Metal – 7:26
7. Smoking Ruins – 6:40
8. Tumman Virran Taa – 0:53
9. The Longest Journey (Heathen Throne Part II) – 12:49
10. Vandraren (cover dei Nordman, bonus track dell'edizione limitata) – 3:42

## Formazione
- Petri Lindroos — chitarra, voce harsh
- Markus Toivonen — chitarra, voce pulita e cori
- Sami Hinkka — basso, voce pulita e cori
- Janne Parviainen — batteria
- Emmi Silvennoinen — tastiera, cori

## Ospiti
- Heri Joensen (Týr) - voce in "Vandraren"